# Véronique à feuilles de lierre
Veronica hederifolia
Espèce
Classification phylogénétique
La Véronique à feuilles de lierre (Veronica hederifolia L.) est une petite plante herbacée rampante du genre Veronica, à minuscules fleurs bleues ou lilas, adventice des jardins et autres terres cultivées. On en connaît diverses sous-espèces :
- subsp. hederifolia (décrite ici) ;
- subsp. insularis Gamisans (sous-espèce propre à la Corse) ;
- subsp. lucorum (Klett & Richt.) Hartl (sous-espèce plutôt nordique) ;
- subsp. triloba (Opiz) Celak. (sous-espèce méditerranéenne).

## Écologie et habitat
Plante annuelle commune dans toute l'Europe, poussant aussi bien sur sols acides que basiques, avec une très nette préférence pour les terres cultivées. Floraison de mars à septembre.

## Description

### Morphologie de la plantule
Les cotylédons sont pétiolés, de forme elliptiques allongés et légèrement mucronés.
La première feuille est entière ou trilobée. L'ensemble de la plantule est velue. La plante prend vite un port couché et des ramifications apparaissent au niveau de la base.

### Morphologie générale et végétative
Plante herbacée rampante, à tige et feuilles poilues. Les tiges, grêles, sont très ramifiées, d'une longueur allant de 10 à 60 cm. Feuilles pétiolées, opposées à la base de la tige, alternes ensuite, en forme de cœur, à limbe lobé (de trois à sept lobes, le lobe terminal étant beaucoup plus grand que les autres).

### Morphologie florale
Fleurs hermaphrodites, solitaires à l'aisselle des feuilles, chacune portée par un assez long pédoncule. Calice à sépales ciliés. Corolle de 5 à 9 mm, à quatre pétales bleu clair ou lilas (le pétale supérieur plus grand et le pétale inférieur plus petit que les deux autres). Deux étamines, un style, ovaire supère à deux carpelles. Pollinisation parfois par les insectes, le plus souvent autogame.

### Fruit et graines
Le fruit est une capsule glabre et globuleuse, légèrement échancrée, contenant de deux à quatre graines.